# ياكيرة أسترالية
ياكيرة أسترالية (الاسم العلمي:Yakirra australiensis) هي نوع من النباتات تتبع جنس الياكيرة من الفصيلة النجيلية.